# NGC 3635
NGC 3635 је спирална галаксија у сазвежђу Пехар која се налази на NGC листи објеката дубоког неба.
Деклинација објекта је - 9° 0' 47" а ректасцензија 11h 20m 31,3s. Привидна величина (магнитуда) објекта NGC 3635 износи 14,5 а фотографска магнитуда 15,3. NGC 3635 је још познат и под ознакама MCG -1-29-9, VV 724, NPM1G -08.0342, PGC 34717.